# Neuenburg (Kandern)
Die Neuenburg (auch Minder-Kandern) war ein Weiherhaus im Kanderner Gewann Neuenbirk zwischen dem Hauptort Kandern und dem Ortsteil Sitzenkirch, dessen genaue Lage nicht mehr nachweisbar ist.

## Geschichte
Die älteste bekannte Erwähnung des Weiherschlosses stammt von 1346. Von 1364 datiert eine Schenkungsurkunde, die belegt, dass Markgraf Otto I. von Hachberg-Sausenberg es einem Erkenbold Schlegelholz übergeben hat.
Es wird angenommen, dass das Wasserschloss schon im Bauernkrieg (1525) oder spätestens im Dreißigjährigen Krieg zerstört wurde. Jedenfalls wird in einem Dokument von 1619 Neuenburg als ein Platz beschrieben, auf dem vor Jahren ein Haus gestanden hat.